# Charles de Lorraine (1561-1587)
Pour les autres membres de la famille, voir Maison de Lorraine.
Pour les articles homonymes, voir Charles de Lorraine et Cardinal de Lorraine.
Charles de Lorraine, dit le cardinal de Vaudémont, né à Nomeny le 20 avril 1561, mort à Paris le 29 octobre 1587, fut évêque de Toul et évêque de Verdun.

## Biographie
Charles de Lorraine était le fils cadet de Nicolas de Lorraine, comte de Vaudémont, duc de Mercœur, et de Jeanne de Savoie-Nemours.
En 1575, sa sœur aînée, Louise épouse le roi de France Henri III.
Le prince fit ses études à l'université de Pont-à-Mousson, et le pape Grégoire XIII le fit cardinal dès le consistoire du 21 février 1578. Le prince était alors âgé de 16 ans, ce qui était habituel pour un membre d'une Maison souveraine. Il fut également pourvu de l'abbaye de Moyenmoutier. Il fut évêque de Toul à l'âge de 19 ans en 1580 et jusque 1587.
Après la mort de Claude d'Oraison, évêque de Castres, Charles de Lorraine, beau-frère du roi, fait des démarches pour obtenir le diocèse de Castres et y parvient sans peine, mais, six mois après, il le cède à Jean VI de Fossé, moyennant une pension de 6 000 livres.
Il fut également administrateur apostolique de Verdun de 1585 à 1587

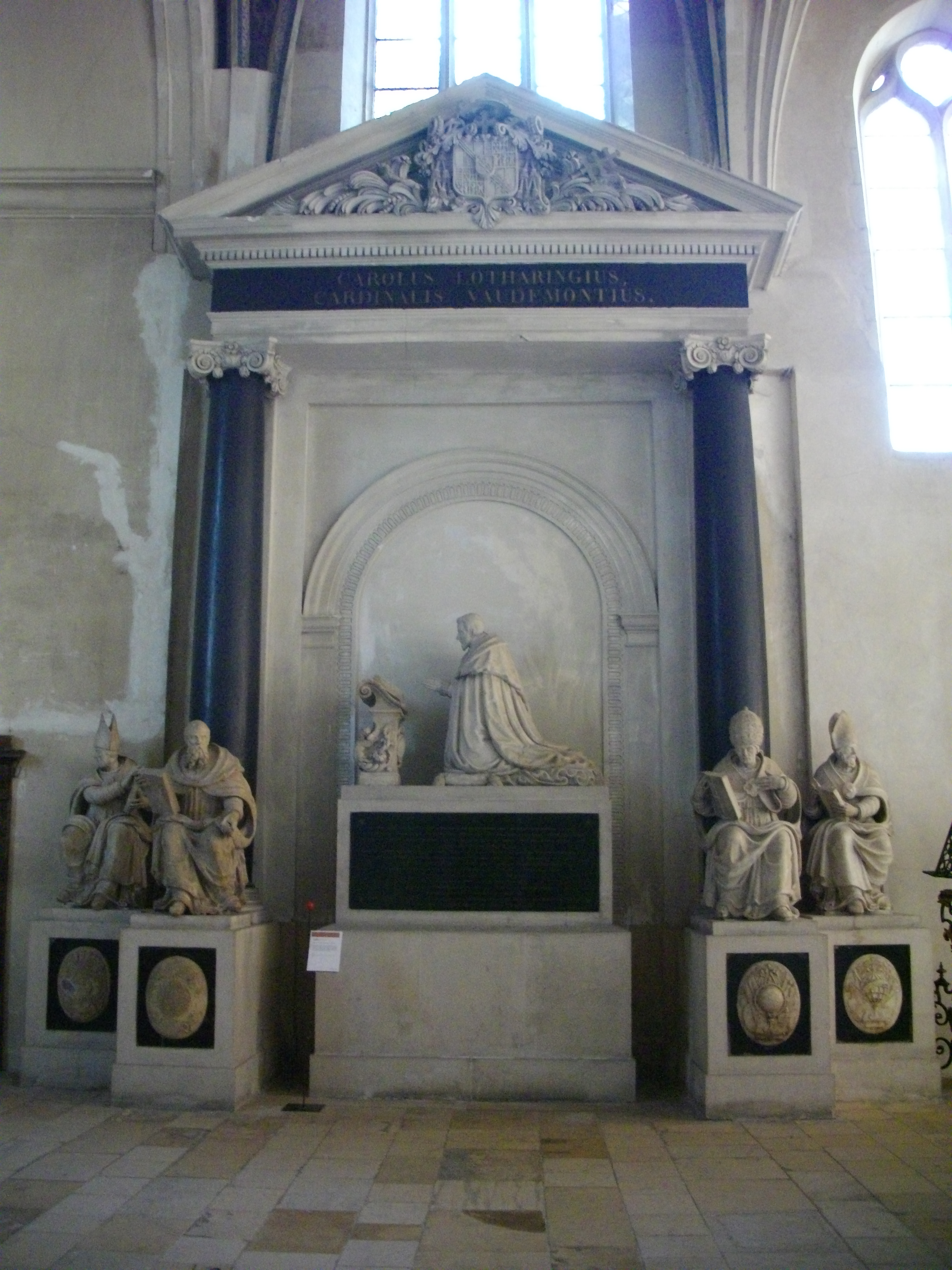
Son orant et son enfeu, église des Cordeliers de Nancy.

Il meurt à Paris à l'âge de 26 ans en 1587 et fut inhumé dans l'église des Cordeliers de Nancy, au côté des autres membres défunts de la Maison de Lorraine.

## Armoiries
De Lorraine-MercœurCoupé et parti en 3, au premier fascé de gueules et d'argent (qui est de Hongrie), au second d'azur semé de lys d'or et au lambel de gueules (qui est d'Anjou ancien ou de Naples), au troisième d'argent à la croix potencée d'or, cantonnée de quatre croisettes du même (qui est de Jérusalem), au quatrième d'or aux quatre pals de gueules (qui est d'Aragon), au cinquième parti d'azur semé de lys d'or et à la bourdure de gueules (qui est d'Anjou moderne), au sixième d'azur au lion contourné d'or, armé, lampassé et couronné de gueules (qui est de Gueldre), au septième d'or au lion de sable armé et lampassé de gueules (qui est de Gueldre), au huitième d'azur semé de croisettes d'or et aux deux bar d'or (qui est de Bar). Sur le tout d'or à la bande de gueules chargé de trois alérions d'argent (qui est de Lorraine). Le tout brisé d'un lambel d'azur.

## Devise
« Merito Defendo Tuentem ».